# Randy Brooks (Schauspieler)
Frederick Randolph „Randy“ Brooks (* 30. Januar 1950 in New York City) ist ein US-amerikanischer Schauspieler, der vor allem durch seine Auftritte in Seifenopern und Fernsehfilmen bekannt ist. Seine bis heute bekannteste Rolle ist die des Detective Holdaway in Reservoir Dogs – Wilde Hunde.

## Biografie
Seinen ersten Fernsehauftritt hatte er in der Serie Another World. Nach mehreren kleinen Rollen übernahm er 1979 in der Sitcom Brothers & Sisters erstmals eine größere Nebenrolle, indem er den Studenten Ronald Holmes III darstellte. Die Serie wurde nach einer Saison und 12 Folgen eingestellt und Brooks wurde in den folgenden Jahren in mal größeren, mal kleineren Nebenrollen in Fernsehserien- oder Filmen besetzt. 1982 charakterisierte er den verdeckten Ermittler Eagle in der sechsteiligen Fernsehserie The Renegades.
Im Jahr 1986 spielte Brooks Willie „Chance“ Walker in der Romanverfilmung 8 Millionen Wege zu sterben, dies war sein erster Spielfilm mit einer größeren Nebenrolle und bedeutete einen Sprung in seiner Karriere, da er fortan öfters in Spielfilmen besetzt wurde. So kam er 1992 auch an seine bis heute berühmteste Rolle in Quentin Tarantinos Kultfilm Reservoir Dogs – Wilde Hunde. Darin übernimmt er die Rolle des Holdaway, einem Ermittler der Kriminalpolizei, der Mr. Orange (gespielt von Tim Roth) auf seinen Einsatz als verdeckter Ermittler vorbereitet. Brooks Auftritt im Film sollte ursprünglich länger sein, allerdings entschieden Tarantino und Lawrence Bender später, zwei Szenen mit Brooks rauszuschneiden, so dass Brooks’ Rolle im Film kürzer ausfällt als eigentlich geplant. Die rausgeschnittenen Szenen dauern insgesamt ca. sechs Minuten und können heute im Internet oder auf der DVD des Films angeschaut werden.
Im Zeitraum von 1992 und 1994 spielte Brooks für sechs Folgen Nathan Hastings in der erfolgreichen Seifenopfer Schatten der Leidenschaft und zwischen 2000 und 2005 hatte er mehrere kurze Auftritte in der TV-Serie The West Wing – Im Zentrum der Macht. Seine letzte größere Rolle hatte er als Billy Bart im Low-Budget-Horrorfilm Sorority Sister Slaughter, welcher 2007 erschien.
Er war mit seiner Schauspielkollegin Karyn Parsons verheiratet, die Ehe wurde in den Neunzigerjahren geschieden.

## Filmografie

### Spielfilme
- 1970: Halls of Anger
- 1976: The Monkey Hustle
- 1981: Underground Aces
- 1986: 8 Millionen Wege zu sterben (8 Million Ways to Die)
- 1987: Der Mordanschlag (Assassination)
- 1988: Colors – Farben der Gewalt (Colors)
- 1990: Black Snow
- 1991: Defenseless
- 1992: Reservoir Dogs – Wilde Hunde (Reservoir Dogs)
- 2002: Redemption
- 2005: Don’t Touch If You Ain’t Prayed
- 2006: VooDoo Curse: The Giddeh
- 2006: House of Grace
- 2007: Sorority Sister Slaughter

### Fernsehen
- 1964: Another World
- 1970: All My Children
- 1978: One Day at a Time
- 1979: Brothers and Sisters
- 1980: Rage! (Fernsehfilm)
- 1980: Scared Straight! Another Story (Fernsehfilm)
- 1980: The White Shadow
- 1981: Fly Away Home (Fernsehfilm)
- 1981: Senior Trip (Fernsehfilm)
- 1982: Mork vom Ork (Mork & Mindy)
- 1982: The Renegades (Pilotfilm)
- 1982: Forbidden Love (Fernsehfilm)
- 1983: The Renegades
- 1983: Emerald Point N.A.S.
- 1983: Ein Colt für alle Fälle (The Fall Guy)
- 1983: Lottery!
- 1984: Die Jeffersons (The Jeffersons)
- 1984: The Seduction of Gina (Fernsehfilm)
- 1984: Polizeirevier Hill Street (Hill Street Blues)
- 1984: Rituals
- 1984: Agentin mit Herz (Scarecrow and Mrs. King)
- 1985: Simon & Simon
- 1985: Dark Horse (Fernsehfilm)
- 1986: Hardesty House (Fernsehfilm)
- 1987: L.A. Law – Staranwälte, Tricks, Prozesse (L.A. Law)
- 1988: Hunter
- 1988: In der Hitze der Nacht (In the Heat of the Night)
- 1988: Nightingales (Fernsehfilm)
- 1988: She Was Marked for Murder (Fernsehfilm)
- 1989: 21 Jump Street – Tatort Klassenzimmer (21 Jump Street)
- 1989: Generations
- 1989: NAM – Dienst in Vietnam (Tour of Duty)
- 1990: Daughter of the Streets (Fernsehfilm)
- 1991: Mord ist ihr Hobby (Murder, She Wrote)
- 1992–1994: Schatten der Leidenschaft (The Young and the Restless)
- 1994: Thunder in Paradise
- 1997: Miracle in the Woods (Fernsehfilm)
- 1998: Nash Bridges
- 1999: Noch mal mit Gefühl (Once and Again)
- 1999: The Family Law
- 2000: Für alle Fälle Amy (Jugding Amy)
- 2000: Rocket’s Red Glare (Fernsehfilm)
- 2000–2005: The West Wing – Im Zentrum der Macht (The West Wing)
- 2001: The District – Einsatz in Washington (The District)

### Kurzfilme
- 2009: Arrhythmia
- 2012: Ana’s Story
- 2016: Dreamtime